# In kommer Gösta
"In kommer Gösta" är en minimalistisk låt av den skånska musikgruppen Philemon Arthur and the Dung, först släppt 1972 som öppningsspår på bandets första självbetitlade LP.
Formen är en enkel bluestolva, och i originalinspelningen är sången tvåstämmig – en baryton framför basstämman genom att repetera texten "In kommer Gösta", medan en tenor framför melodistämman, som består av fåstaviga beskrivningar av hur titelns Gösta dyker upp, frågar efter kaffe, nekas detta och går sin väg. Instrumenteringen är sparsmakad och består av gitarr och handtrumma.
"In kommer Gösta" har senare spelats in av andra artister, bland annat en rockversion av Träd, Gräs och Stenar (1972) och en elektrofunkversion av Magnus Uggla på albumet Allting som ni gör kan jag göra bättre (1987) där Mats Larsson krediteras som låtskrivare. Träd Gräs och Stenar framförde låten innan den gavs ut av Philemon Arthur and the Dung, vilket finns dokumenterat på liveinspelningar från 1971 och konsertprogram från bland annat Gärdetfestivalen 1970 antyder att bandet framförde låten redan 1969, tre år innan den gavs ut på skiva.[källa behövs].
In kommer Gösta var även inspirationen till introlåten 1992 Intro av Snövit på albumet 1992.